# Clément Venturini
Clément Venturini (Villeurbanne, Metrópoli de Lyon, 16 de octubre de 1993) es un ciclista francés miembro del equipo Arkéa-B&B Hotels. 

## Palmarés

### Ruta
2014
- 1 etapa del Rhône-Alpes Isère Tour

2016
- 1 etapa de la Vuelta a Austria

2017
- Cuatro Días de Dunkerque
- 1 etapa de la Vuelta a Austria

2018
- 1 etapa de la Ruta de Occitania[1]

### Ciclocrós
2015
- 2.º en el Campeonato de Francia de Ciclocrós

2016
- 2.º en el Campeonato de Francia de Ciclocrós

2017
- Campeonato de Francia de Ciclocrós

2019
- Campeonato de Francia de Ciclocrós

2020
- Campeonato de Francia de Ciclocrós

2021
- Campeonato de Francia de Ciclocrós

2023
- Campeonato de Francia de Ciclocrós

2024
- Campeonato de Francia de Ciclocrós

2025
- Campeonato de Francia de Ciclocrós

## Resultados en Grandes Vueltas y Campeonatos del Mundo
| Carrera              | Carrera              | 2014 | 2015 | 2016 | 2017 | 2018  | 2019 | 2020  | 2021 | 2022 | 2023 | 2024 | 2025 |
| -------------------- | -------------------- | ---- | ---- | ---- | ---- | ----- | ---- | ----- | ---- | ---- | ---- | ---- | ---- |
|                      | Giro de Italia       | —    | —    | —    | —    | 104.º | —    | —     | —    | —    | —    | —    | —    |
|                      | Tour de Francia      | —    | —    | —    | —    | —     | —    | 104.º | —    | —    | —    | —    | 43.º |
|                      | Vuelta a España      | —    | —    | —    | —    | —     | 90.º | —     | 97.º | —    | —    | —    | —    |
| Mundial de Ciclocrós | Mundial de Ciclocrós | —    | —    | 11.º | 29.º | —     | —    | —     | —    | 5.º  | 10.º | 16.º | 17.º |

—: no participa

Ab.: abandono